# Turriyones

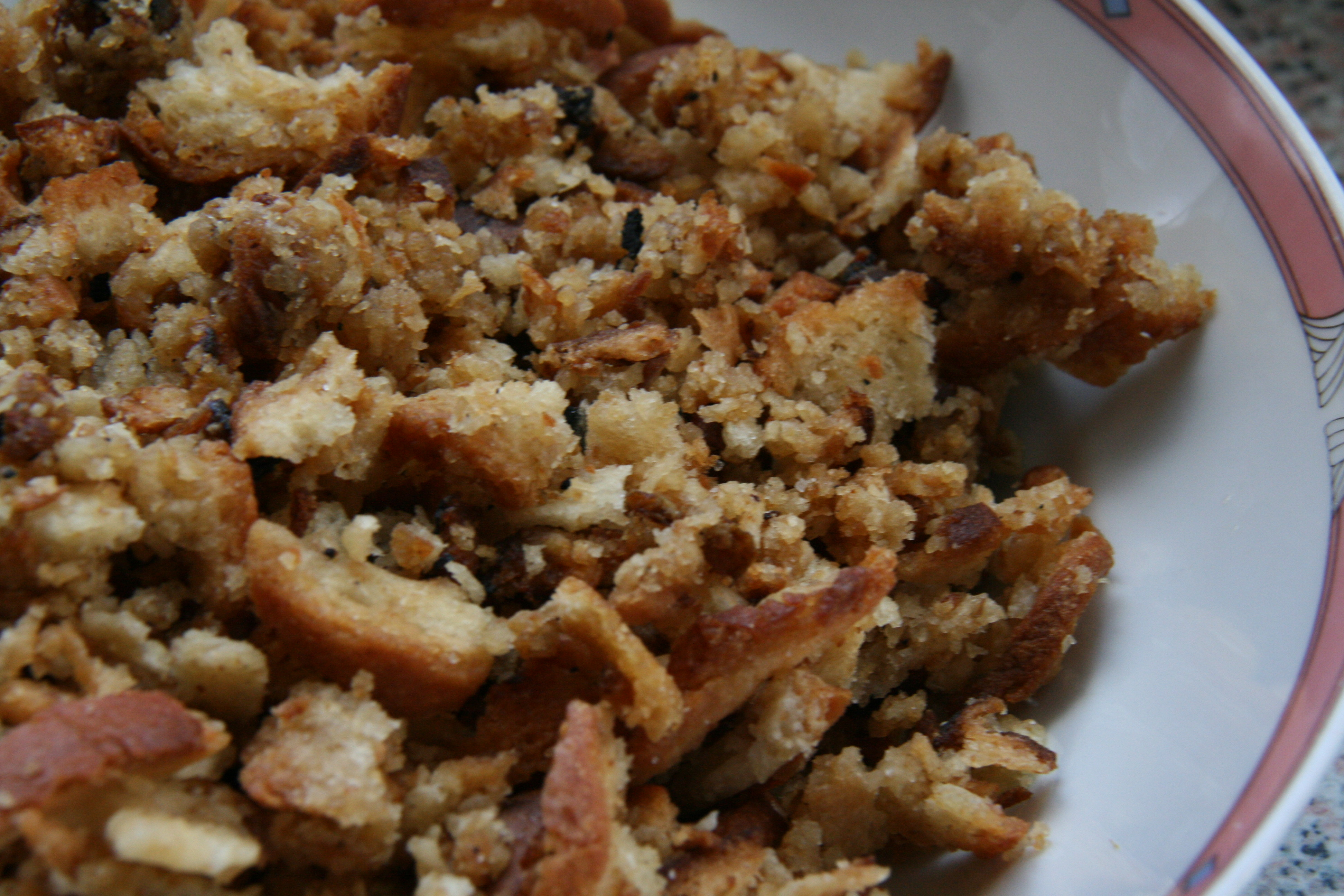
Detalle de la textura.

Los turriyones son un alimento invernal típico de la comarca de Aliste. Su elaboración está íntimamente unida a la matanza del cerdo, realizada por regla general entre los meses de diciembre y enero. Sus ingredientes esenciales son una mezcla menuda de un elemento graso denominado manto del cerdo (redaño), pan en migas y un elemento edulcorante (azúcar o miel de brezo). Se suelen servir como un potente desayuno que proporciona energías suficientes a los participantes de la tradicional matanza.

## Etimología
El nombre turriyones es plural, en rara ocasión se emplea el singular: turriyón. Esta palabra puede provenir etimológicamente del leonés de Zamora: turrare, que viene a significar tostarse el pan u otro alimento. Y este a su vez del lat. torrere, es decir, tostar. La etimología viene a indicar el procedimiento culinario mediante el cual se elaboran, es decir, mediante tueste de migas de pan con una mezcla de ingredientes grasos y dulces.

## Características
Los turriyones se elaboran en los meses de invierno. El entorno rural de la comarca de Aliste permite que la matanza del cerdo se realice en los meses de diciembre a enero (en alguna ocasión febrero). La operación de matanza suele llevar entre dos a tres días y participan en ella diversas personas. Las labores suelen ser continuas y necesitan de gran cantidad de energía. Es por esta razón, por la que un alimento como los turriyones proporcionan las calorías suficientes para los ayudantes que participan en la matanza. Los ingredientes se elaboran en una caldera (que de forma tradicional es de cobre) expuesta a una fuente de calor. 
Los ingredientes principales de los turriyones son simplemente tres, todos ellos disponibles en una casa donde se realiza una matanza de cerdo:
- La manteca (del lat.: mantica que significa saco) es un ingrediente fundamental en la elaboración de este plato, que surge como resultado de extraer el manto del cerdo (corresponde al peritoneo) y derretirlo. Los restos de la conversión de la grasa son los chicharrones (denominados también cuscarrones). La disponibilidad del manto del cerdo fresco durante las matanzas es la que marca la posibilidad de realizar los turriyones. Por esta razón se solían hacer a partir del segundo día de matanza.
- La hogaza (una especie de pan casero) suele elaborarse con harina de trigo con un porcentaje pequeño de salvado debido a la imperfección de la molienda. Suele tener una corteza dura y una miga consistente. Este pan suele desmigarse.
- El ingrediente dulce suele ser azúcar o miel (o una mezcla de ambos).

La operación se ejecuta en dos etapas sucesivas. La primera consiste en elaborar los cuscarrones a partir de la manta del cerdo. En la segunda etapa se mezclan los cuscarrones con las migas de pan para poder mantener la mezcla expuesta a un foco de calor con el objeto de que se tuesten. En esta segunda etapa se endulza con una mezcla de azúcar / miel.